# Chlorek amonu
Chlorek amonu, pot. salmiak (z łac. sal ammoniac), NH
4Cl – nieorganiczny związek chemiczny z grupy chlorków, sól kwasu solnego i amoniaku. Występuje naturalnie jako rzadki minerał salmiak rodzimy.

## Otrzymywanie
Można go otrzymać w reakcji kwasu solnego i amoniaku:
HCl + NH
3 → NH
4Cl
Reakcja zachodzi również między gazowymi chlorowodorem i amoniakiem, jednak wymaga obecności choćby niewielkiej ilości pary wodnej.
Chlorek amonu jest produktem ubocznym otrzymywania sody metodą Solvaya. Inną metodą otrzymywania chlorku amonu jest reakcja siarczanu amonu z chlorkiem sodu:
(NH
4)
2SO
4 + 2NaCl → 2NH
4Cl + Na
2SO
4

## Właściwości
Dobrze rozpuszcza się w wodzie, jego roztwory mają lekko kwasowy odczyn wskutek hydrolizy (pH ok. 5). Krystalizuje w układzie regularnym o sieci przestrzennej typu chlorku cezu, która powyżej ok. 185 °C przechodzi w sieć typu chlorku sodu. Pod wpływem ogrzewania sublimuje, a jego pary ulegają rozkładowi do amoniaku i chlorowodoru (w temperaturze ok. 345 °C dysocjacja ta jest całkowita). W atmosferze zawierającej parę wodną reakcja ta jest odwracalna, nie zachodzi jednak w atmosferze suchej.

Pary chlorku amonu powstające z chlorowodoru i amoniaku
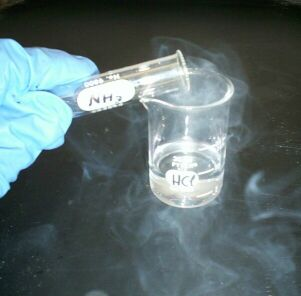
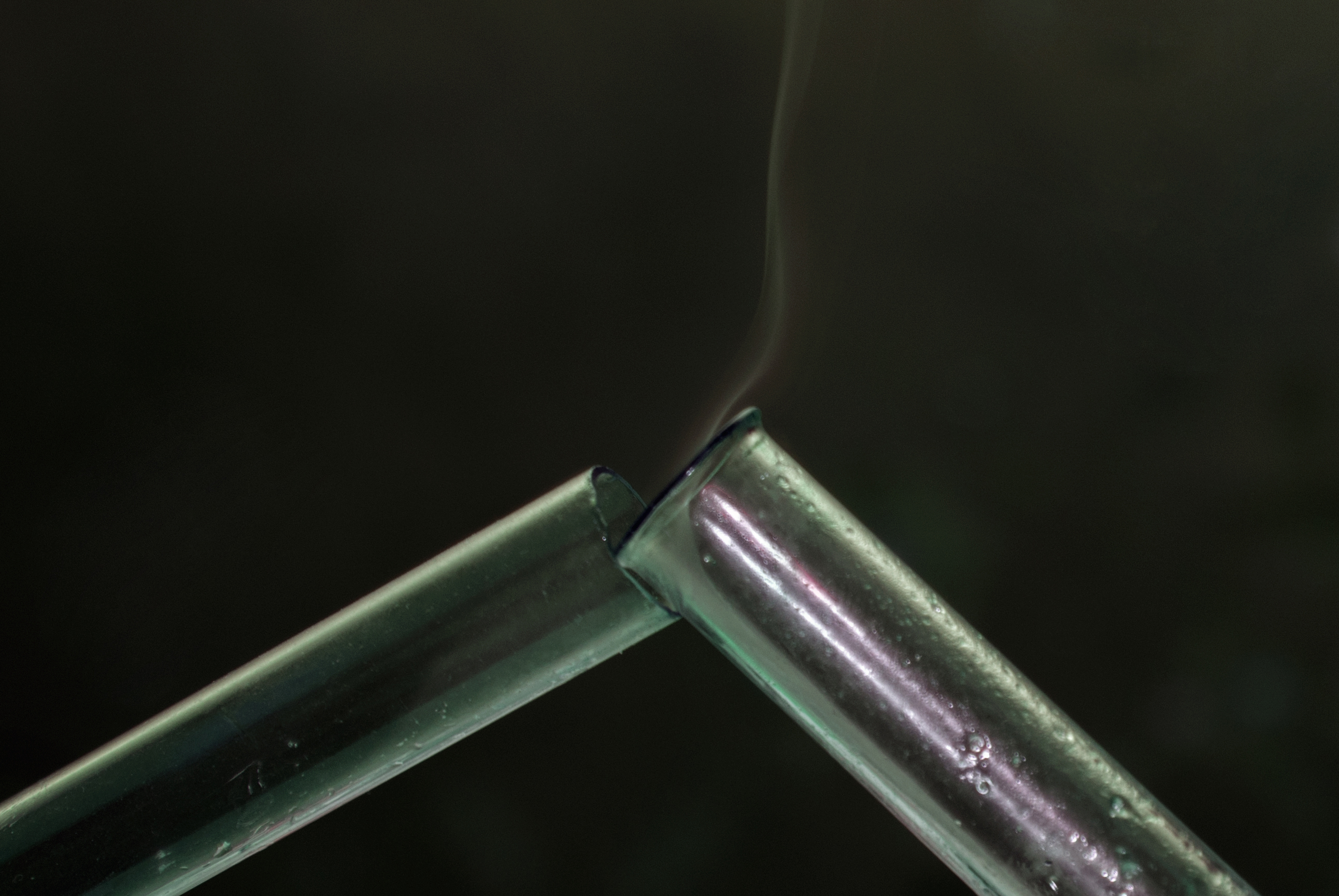

## Zastosowanie
Chlorek amonu jest najstarszą znaną solą amonową. Po raz pierwszy został otrzymany już w czasach starożytnych (por. historia amoniaku). Jest używany jako elektrolit w suchych ogniwach galwanicznych (ogniwach Leclanchégo). Zjawisko rozkładu termicznego chlorku amonu było wykorzystywane do oczyszczania grotów lutownic oraz do oczyszczania powierzchni metali. Stosowany jest również jako topnik przy lutowaniu, cynkowaniu i cynowaniu.
Stosuje się go również jako lek wykrztuśny (składnik kropli anyżowych), dodatek do paszy dla bydła, składnik szamponów, jest stosowany w produktach spożywczych jako środek spulchniający i konserwujący (E510). Wykorzystuje się go także do wyrobu słonej lukrecji (z fiń. salmiakki) i tureckiego pieprzu.